# Carlia longipes
Carlia longipes är en ödleart som beskrevs av  Macleay 1877. Carlia longipes ingår i släktet Carlia och familjen skinkar. Inga underarter finns listade.